# Tim Higgins
Pour les articles homonymes, voir Higgins.
Tim Raymond Higgins (né le 7 février 1958 à Ottawa, dans la province de l'Ontario au Canada) est un joueur professionnel canadien de hockey sur glace.

## Carrière de joueur
Après un stage junior de quatre saisons avec les 67's d'Ottawa où il participe à la Coupe Memorial sans toutefois la remporter, il se joint à l'organisation des Black Hawks de Chicago. Il se mérite un poste permanent avec le club lors de sa deuxième saison professionnelle.
Après quelques bonnes saisons, il est échangé aux Devils du New Jersey en janvier 1984. Ce changement d'air lui permet de retrouver ses moyens. Il totalise 28 points en 37 parties à la suite de l'échange. Il passe ensuite aux mains des Red Wings de Détroit avec lesquels il termine sa carrière en 1989.

## Statistiques
| Saison     | Équipe                     | Ligue          |     | Saison régulière | Saison régulière | Saison régulière | Saison régulière | Saison régulière |    | Séries éliminatoires | Séries éliminatoires | Séries éliminatoires | Séries éliminatoires | Séries éliminatoires |
| Saison     | Équipe                     | Ligue          | PJ  | B                | A                | Pts              | Pun              | PJ               | B  | A                    | Pts                  | Pun                  |                      |                      |
| 1974-1975  | 67's d'Ottawa              | OHA            | 22  | 1                | 3                | 4                | 6                | 4                | 1  | 1                    | 2                    | 2                    |                      |                      |
| 1975-1976  | 67's d'Ottawa              | OHA            | 59  | 15               | 10               | 25               | 59               | 12               | 1  | 2                    | 3                    | 20                   |                      |                      |
| 1976-1977  | 67's d'Ottawa              | OHA            | 66  | 35               | 52               | 87               | 80               | 19               | 10 | 14                   | 24                   | 39                   |                      |                      |
| 1977       | 67's d'Ottawa              | Coupe Memorial | -   | -                | -                | -                | -                | 5                | 4  | 3                    | 7                    | 0                    |                      |                      |
| 1977-1978  | 67's d'Ottawa              | OHA            | 50  | 41               | 60               | 101              | 99               | 16               | 9  | 13                   | 22                   | 36                   |                      |                      |
| 1978-1979  | Hawks du Nouveau-Brunswick | LAH            | 17  | 3                | 5                | 8                | 14               | -                | -  | -                    | -                    | -                    |                      |                      |
| 1978-1979  | Black Hawks de Chicago     | LNH            | 36  | 7                | 15               | 22               | 30               | 4                | 0  | 0                    | 0                    | 0                    |                      |                      |
| 1979-1980  | Black Hawks de Chicago     | LNH            | 74  | 13               | 12               | 25               | 50               | 7                | 0  | 3                    | 3                    | 10                   |                      |                      |
| 1980-1981  | Black Hawks de Chicago     | LNH            | 78  | 24               | 35               | 59               | 86               | 3                | 0  | 0                    | 0                    | 0                    |                      |                      |
| 1981-1982  | Black Hawks de Chicago     | LNH            | 74  | 20               | 30               | 50               | 85               | 12               | 3  | 1                    | 4                    | 15                   |                      |                      |
| 1982-1983  | Black Hawks de Chicago     | LNH            | 64  | 14               | 9                | 23               | 63               | 13               | 1  | 3                    | 4                    | 10                   |                      |                      |
| 1983-1984  | Black Hawks de Chicago     | LNH            | 32  | 1                | 4                | 5                | 21               | -                | -  | -                    | -                    | -                    |                      |                      |
| 1983-1984  | Devils du New Jersey       | LNH            | 37  | 18               | 10               | 28               | 27               | -                | -  | -                    | -                    | -                    |                      |                      |
| 1984-1985  | Devils du New Jersey       | LNH            | 71  | 19               | 29               | 48               | 30               | -                | -  | -                    | -                    | -                    |                      |                      |
| 1985-1986  | Devils du New Jersey       | LNH            | 59  | 9                | 17               | 26               | 47               | -                | -  | -                    | -                    | -                    |                      |                      |
| 1986-1987  | Red Wings de Détroit       | LNH            | 77  | 12               | 14               | 26               | 124              | 12               | 0  | 1                    | 1                    | 16                   |                      |                      |
| 1987-1988  | Red Wings de Détroit       | LNH            | 62  | 12               | 13               | 25               | 94               | 13               | 1  | 0                    | 1                    | 26                   |                      |                      |
| 1988-1989  | Red Wings de l'Adirondack  | LAH            | 14  | 7                | 4                | 11               | 24               | -                | -  | -                    | -                    | -                    |                      |                      |
| 1988-1989  | Red Wings de Détroit       | LNH            | 42  | 5                | 9                | 14               | 62               | 1                | 0  | 0                    | 0                    | 0                    |                      |                      |
| Totaux LNH | Totaux LNH                 | Totaux LNH     | 706 | 154              | 197              | 351              | 719              | 65               | 5  | 8                    | 13                   | 77                   |                      |                      |

## Transactions en carrière
- 11 janvier 1984 : échangé aux Devils du New Jersey par les Black Hawks de Chicago en retour de Jeff Larmer.
- 25 juin 1986 : échangé aux Red Wings de Détroit par les Devils du New Jersey en retour de Claude Loiselle.